# Никола Лулчев
Никола Лулчев е български учител и революционер, деец на Вътрешната македоно-одринска революционна организация.

## Биография
Лулчев е роден на 10 юни 1873 година в Одрин, в Османската империя, днес Турция. В 1891 година завършва IV клас на Одринската гимназия, където е съученик с Христо Караманджуков. Работи като учител в одринската махала Илдъръм, село Драбишна (Ортакьойско), Дедеагач, Фере, Димотика и други. В периода 1901 – 1902 година е секретар на районния комитет на ВМОРО в Дедеагач, където е учител. В Дедеагач работи заедно с Георги Василев.
В периода 1902 – 1903 година оглавява революционния комитет във Фере. През Балканската война Лулчев е арестуван от турските власти в Одрин и изпратен на заточение в Измир, Мала Азия. От 1913 до 1920 година е директор на основното училище в град Софлу.